# وینچنزو کوچا
وینچنزو کوچا (ایتالیایی: Vincenzo Cuccia; ۲۰ مارس ۱۸۹۲ – ۲ مارس ۱۹۷۹) شمشیرباز اهل ایتالیا بود.
وی در مسابقات کشوری و بین‌المللی در مجموع برندهٔ ۱ مدال طلا، ۱ مدال برنز شده‌است.